# 吳執御
吴执御（1590年—1638年），字君驾，一字何执，號朗公，浙江台州府黄岩县人。明朝政治人物。

## 生平
萬曆四十三年（1615年）乙卯科浙江鄉試舉人，天啓二年（1622年）壬戌科進士。初授济南府推官，崇祯三年（1630年）升刑科给事中，请免畿辅加派，罢捐助搜括。崇祯帝责其沽名市德。劾吏部尚书王永光，帝不纳。又以劾首辅周延儒，荐刘宗周等，帝怒其朋比，延儒复从中构之，遂与御史吴彦芳一同削籍下狱，言官申救，坐赎徒三年，释归卒。著有《江庐集》。

## 家族
父吴思夔（？-1627年），字钦尧，以字行，更字大章，别號荆阳。其先福建龙溪人，宋之时有南隠公者，始徙黄岩。自宋建炎至今凡十六传为樊阳翁，樊阳生二明，二明娶彭氏，生钦尧。

## 延伸阅读
[在维基数据编辑]
 《明史卷二百五十八》，出自《明史》